# Premis YoGa 2022
Els 32ns Premis YoGa foren concedits al "pitjoret" de la producció cinematogràfica de 2021 per Catacric la nit del 12 de març de 2022 "en un lloc cèntric de Barcelona" per un jurat anònim que ha tingut en compte les apreciacions, comentaris i suggeriments dels lectors de la seva web, de Facebook i de Twitter. Deixen de banda la producció de l'any 2021 "que ja n'ha tingut prou, el pobre".

## Guardonats
| Secció           | Premi               | Nom                      | Guanyador                                                                                    |
| ---------------- | ------------------- | ------------------------ | -------------------------------------------------------------------------------------------- |
| Cinema estranger | Pitjor pel·lícula   | "Titanbluff"             | Titane de Julia Ducournau                                                                    |
| Cinema estranger | Pitjor director     | "Un defecto óptico"      | Wes Anderson, per The French Dispatch                                                        |
| Cinema estranger | Pitjor actor        | "Cry Macho"              | Adam Driver, per The Last Duel i Annette                                                     |
| Cinema estranger | Pitjor actriu       | "Ay Mamas"               | Meryl Streep, Jennifer Lawrence i Cate Blanchett, per Don't Look Up                          |
| Cinema espanyol  | Pitjor pel·lícula   | "Tigretones de papel"    | Poliamor para principiantes de Fernando Colomo                                               |
| Cinema espanyol  | Pitjor director     | "Pegado a ti"            | Mar Targarona, per Dos                                                                       |
| Cinema espanyol  | Pitjor actor        | "Sin corona y sin valor" | José Coronado, per Way Down i La familia perfecta                                            |
| Cinema espanyol  | Pitjor actriu       | "Quo Vadis, Paz?"        | Paz Vega, per La casa del caracol i El lodo                                                  |
| Especials        | Empresa televisiva  | "Mal patrón"             | Betevé, per l'acomiadament de treballadors i supressió de programes culturals                |
| Especials        | Premis Gaudí        | "Cortocircuito"          | Acadèmia del Cinema Català, per guardonar actors no professionals                            |
| Especials        | Estrenes            | "Incompentencia oficial" | The Matrix Resurrections i Eternals                                                          |
| Especials        | Uno de los nuestros | "Sinvergüenza"           | Associació de la Premsa Estrangera de Hollywood per la mala praxi amb els Premis Globus d'Or |